# アンディ・サワー
アンディ・サワー（Andy Souwer、1982年11月9日 - ）は、オランダの男性元キックボクサー、シュートボクサー、総合格闘家。北ブラバント州スヘルトーヘンボス出身。CAESAR GYM HOLLAND/チーム・サワー/Souwer Sports Institute所属。元SB世界スーパーウェルター級王者。K-1 WORLD MAX 2005・2007世界王者。元IT'S SHOWTIME 70kg MAX世界王者。
スロースターター。

## 来歴
2002年5月11日に行われたK-1 WORLD MAX 2002のトーナメントに出場予定であったが、怪我により欠場。代理出場となったリンホージムの弟弟子（当時）アルバート・クラウスが優勝を果たした。
2002年7月7日、シュートボクシング「S-cup 2002」で初来日。1回戦ではマヌエル・フォンセカにKO勝ち、準決勝では土井広之にKO勝ち、決勝では鄭裕蒿に判定勝ち。19歳にして優勝を果たした。
2003年7月5日、K-1 WORLD MAX 2003に初出場。トーナメント1回戦でアルバート・クラウスと対戦。左目付近をカットし1R終了時点で棄権、TKO負けとなった。試合後、「クラウスの肘による攻撃でカットした。きれいな試合ではなかった」とコメントした。
2004年2月1日、SHOOT BOXING 2004 "∞-S 〜infinity-S〜 vol.1にて土井広之と対戦し、4Rタオル投入TKO勝ちでWSBA世界スーパーウェルター級初代王座を獲得した。
2004年9月19日、S-cup 2004に出場。1回戦、準決勝を勝ち抜くと、決勝では宍戸大樹にTKO勝ちし、S-cup連覇を果たした。
2005年5月4日、K-1 WORLD MAX 2005のトーナメント1回戦でマルフィオ"ザ・ウォーリヤータイガー"カノレッティに判定勝ち。7月20日の準々決勝では小比類巻貴之に判定勝ち、準決勝では安廣一哉にTKO勝ち、決勝では前年の優勝者ブアカーオ・ポー.プラムックに延長判定勝ちし、初優勝を果たした。
その後リンホージムを離脱し、メジロジムに移籍。
2006年4月5日、K-1 WORLD MAX 2006のトーナメント1回戦でアマラ忍に判定勝ち。6月30日の準々決勝ではヴァージル・カラコダに1Rにダウンをもらうも逆転KO勝ち、準決勝では魔裟斗に判定勝ち、決勝は前年と同じ組み合わせとなりブアカーオ・ポー.プラムックと対決。2Rまで互角に試合を進めるも左フックを受けダウン。その後パンチを纏められて3ダウンし、準優勝となった。
2006年7月8日、オランダで結婚式を挙げた。
2006年11月3日、S-cup 2006に出場。1回戦でマルフィオ"ザ・ウォーリヤータイガー"カノレッティに判定勝ち、準決勝でダニエル・ドーソンに判定勝ちしたが、決勝で緒形健一に判定負けし、3連覇を阻まれた。
2007年6月28日、K-1 WORLD MAX 2007のトーナメント1回戦でオーレ・ローセンに右クロスカウンターでKO勝ち。10月3日の準々決勝ではドラゴに再び右クロスカウンターでKO勝ち、準決勝ではアルバート・クラウスに判定勝ち、決勝は魔裟斗のタオル投入によるTKO勝ち、2度目の優勝を果たした。
2007年10月28日、SHOOT BOXING BATTLE SUMMIT GROUND ZERO TOKYO 2007でアンディ・オロゴンと対戦。1Rに右ストレートでダウンを奪われるも、2Rにダウンを奪い返すなどして、判定勝ち。
2007年11月24日、オランダでのシュートボクシング興行を自らプロデュース。ニキー・ホルツケンと72.5kg契約で対戦し、判定勝ち。
2008年3月2日、オランダでヨードセングライ・フェアテックスと対戦し、判定勝ち。
2008年4月9日、K-1 WORLD MAX 2008 FINAL16のトーナメント1回戦でマイク・ザンビディスと対戦。延長Rまで縺れる接戦になるも、最後は左ハイキックでKO勝ち。7月7日、K-1 WORLD MAX 2008 FINAL8のトーナメント準々決勝でウォーレン・スティーブルマンズと対戦し、判定勝ち。
2008年10月1日、K-1 WORLD MAX 2008 FINALのトーナメント準決勝でアルトゥール・キシェンコと対戦し、延長R判定負け。今大会よりロングスパッツの着用が禁止されたため、トランクスで登場した。
2008年11月22日、S-cup 2008に出場。1回戦ではエドウィン・キバスにTKO勝ち、準決勝では宍戸大樹に判定勝ち、決勝では緒形健一にTKO勝ち。3度目の優勝を果たした。
2009年3月14日、イタリアで開催されたOktagonでジョルジオ・ペトロシアンと対戦。3Rまでは互角の戦いを繰り広げるも、延長Rにダウンともとれるようなスリップがあり、判定負けを喫した。
2009年4月21日、K-1 WORLD MAX 2009 FINAL16のトーナメント1回戦でリーロイ・ケスナーと対戦。1Rに2度、3Rに1度のダウンを奪い、大差の判定勝ちを収めた。
2009年7月13日、K-1 WORLD MAX 2009 FINAL8のトーナメント準々決勝でアルトゥール・キシェンコと再戦し、延長R判定勝ちを収めた。
2009年10月26日、K-1 WORLD MAX 2009 FINALに出場。準決勝でブアカーオ・ポー.プラムックに延長Rを2-1で判定勝ちするも、決勝でジョルジオ・ペトロシアンに2Rに左膝蹴りでダウンを奪われ、判定負けを喫し、準優勝となった。
2009年11月12日、大晦日での引退を表明している魔裟斗との試合が、谷川貞治K-1イベントプロデューサーより発表された。当初、魔裟斗は「今年のチャンピオンと引退試合をしたい」と語っており、世界王者のジョルジオ・ペトロシアンに魔裟斗は「大晦日空いてるかな？」「大晦日、日本で待ってるよ。」と挑戦を表明していたが、そのペトロシアンが今年の10月の山本優弥戦で、右手中指を骨折していることが判明し、サワーとの引退試合が決定した。
2009年12月31日、Dynamite!! 〜勇気のチカラ2009〜で魔裟斗の引退試合（3分5R延長1R、ロングスパッツ着用可のK-1特別ルール）の相手を務め、一進一退の攻防を見せ、4R序盤にダウンを喫するが、直後に猛反撃するが及ばず判定負け。
2010年1月30日、Beast of the Eastでファディル・シャバリと対戦し、3-0の判定勝ちでWFCAタイボクシング世界ジュニアミドル級王座を獲得したが、この試合で目を負傷した。
2010年9月18日、シュートボクシング「維新-ISHIN- 其の四」で日菜太と対戦。開始48秒スタンディングチョークスリーパーによりタップアウト勝ちを収めた。
2010年11月23日、連覇を目指しSHOOT BOXING WORLD TOURNAMENT S-cup 2010に出場。1回戦でボーウィー・ソーウドムソンと対戦し、1Rにダウンを奪われるが、2Rと3Rにダウンを奪い返して逆転KO勝ち。しかし、この試合で背中を負傷し、準決勝ではシュートボクシング初参戦となったトビー・イマダに打撃では圧倒しながらも、投げで2度のシュートポイントを奪われ1-2の判定負けを喫した。
2010年12月11日、IT'S SHOWTIMEアテネ大会で欠場したジョルジオ・ペトロシアンに代わってパジョンスックと対戦し、5-0の判定勝ち。試合後、リングを降りる際に日本人記者に対して「背中、とても痛い、大丈夫じゃない」と日本語で話した。
2011年2月5日、スペインにて地元のアブラハム・ロクエニと対戦し、2R開始直後にダウンを奪われるが、その後は圧倒し、3Rにダウン寸前まで追い詰めるが、出血したロクエニに対して終了直前にレフェリーがドクターチェックを指示（通常は出血がラウンド終了間際の場合、試合の流れを切らないように終了してからチェックすることが推奨されている）し、ドクターチェックが行われた際にロクエニのセコンドが傷口にワセリンを塗るという反則行為を行ったにもかかわらず、減点されないなどの地元判定もあって、判定負けを喫した。
2011年3月6日、IT'S SHOWTIMEでローシン・オズニと70kg契約で対戦。下馬評では77kg級トップファイターであり、中量級では前代未聞の194cmという長身を誇るオズニが有利とされたが、2Rにダウンを奪うなど圧倒して5-0の判定勝ちを収めた。
2011年3月19日、故郷スヘルトーヘンボスにシュートボクシング・ヨーロッパ本部となる自身のジムCAESAR GYM HOLLAND／TEAM SOUWERのオープニング・セレモニーを行い、参加した関係者やピーター・アーツ、ドラゴらと共に東日本大震災の被災者へとメッセージを送り、4月23日に後楽園ホールで行われる次戦について「ファイトマネーを被災者のために活用する。日本のために戦う。試合は勿論だし、復興支援にも全面的に協力したい」と宣言した。
2011年4月23日、東日本大震災復興チャリティー大会となったSHOOT BOXING　2011 act.2にて、佐藤嘉洋と対戦。「日本の危機を救おうとするサワーの心意気に共鳴した」という理由で、試合まで1ヶ月という短い準備期間ながら参戦してきた佐藤に対して敬意を抱いたサワーが、SBルール対策の出来ていない佐藤に配慮してこの試合は投げ技・絞め技・関節技禁止、首相撲有りの3分3R特別ルールで行われ、2R終了直前にはダウン寸前まで圧倒し、3-0の判定勝ちを収めた。
2011年9月24日、IT'S SHOWTIME "Fast & Furious 70kg MAX 2011"トーナメントに出場。大会前はトーナメント出場の他7選手全員から警戒する選手としてサワーの名前が挙げられるなど、優勝候補本命と評されていた。1回戦でハルト・グリゴリアンに延長戦の末に判定勝ち。準決勝でアルトゥール・キシェンコに判定負け。
2011年11月6日、SHOOT THE SHOOTO 2011にてトビー・イマダと再戦し、1Rに膝蹴り、2Rに右クロスでダウンを奪うなど終始圧倒して3-0の判定勝ちでリベンジを果たした。
2012年5月27日、スペインのマドリードにて、K-1の主催者がK-1 Globalへと代わった新生K-1第一弾大会である「K-1 RISING 2012～K-1 WORLD MAX FINAL16 2012～」にて、1回戦でアブラハム・ロクエニと再戦し、判定勝ちでリベンジ成功。
2012年6月30日、IT'S SHOWTIME 57 & 58にて、IT'S SHOWTIME 70kg MAX世界王者クリス・ナギンビに挑戦し、判定勝ちで同王座を獲得。
7月21日、IT'S SHOWTIME 59にて、ゼベン・ディアスにノンタイトル戦で5-0の判定勝ち。
2012年11月17日、S-cup 2012に参戦し、1回戦でケム・シッソーンピーノーンに判定勝ち。準決勝で宍戸大樹に1RKO勝ち。決勝で自身の愛弟子であるヘンリー・オプスタルとの同門対決で僅差の判定勝ちを収めて通算4度目の優勝を果たした。
2012年12月15日、K-1 WORLD MAX 2012 FINAL 8にて、準々決勝でアンディ・リスティと対戦。「事実上の決勝戦」と評された試合だったが、終始リスティを完封して右ハイキックでダウンを奪うなどして3-0の判定勝ち。準決勝でアルトゥール・キシェンコと対戦し、ローキックで主導権を握るも僅差の判定負け。
2013年1月26日、ジャバル・アスケロフと対戦。僅か2ヶ月間で6試合目という過酷な連戦によるダメージもあって動きが鈍いながらも試合をコントロールしたが、1-2の僅差判定負け。
2013年6月、所属していたメジロジムを円満離脱し、自身が主宰するチーム・サワーを拠点とすることを発表した。
2013年9月14日、K-1 WORLD MAX 2013 FINAL16 1回戦で城戸康裕と対戦し、3-0の判定勝ち。
12月28日の中国でのK-1 WORLD MAX 2013 FINAL 8に出場予定だったが、直前で急性虫垂炎により緊急入院し手術を受けたため欠場となった。
2014年2月11日、手術を受けてから僅か1ヵ月後にもかかわらず『NO KICK,NO LIFE 2014』にて緑川創と対戦。普段は後半戦に強いサワーだが手術箇所のボディに攻撃を受け終盤でも攻勢が上がらないままとなりながらも緑川にも決定打を許さないまま5Rを戦い抜き、1-2の僅差判定負け。試合後には判定に対して不満げながらも緑川の健闘を称えた。
3月17日、プロボクシングのデビュー戦で37戦27勝のパータ・ファドゥアシビリとスーパーウェルター級6回戦で対戦し、4R終了TKO勝ち。32歳にしてプロボクシングにデビューした理由について「『挑戦』さ。ボクシングの練習はずっとやっているけど試合はしたことがない。ずっと以前からやりたいと思いながらキックに明け暮れ、気がつくと10年以上過ぎてしまった。年齢的にもやるなら今しかないのでボクシング協会に前々から大会があるときに試合をセットして欲しいとリクエストしていた。ファイトマネーは数百ユーロ（数万円）でキックに比べれば微々たるものさ。」と語った。また当初アマチュアボクシングでの試合経験が無いサワーは4回戦でプロデビューする予定だったが、「用意された相手が14戦14敗という選手で、別に傲慢なつもりで言うわけじゃないけれど勝っても何の満足感も得られないと思った。だから難色を示すと6回戦の相手を用意してくれた。経験豊富で実績もある相手なので勝てるかどうかは本当に分からない。でもそういう選手との対戦だからこそ練習でも燃えて今日を迎えることができた」と自ら強豪との対戦を希望したことでこの試合が実現した。
4月5日、『LEGEND 3: Pour Homme』に参戦し、ユーリ・ベスメルトニーと対戦。試合前に自宅の階段から転落して左足の指を2本骨折したまま出場したが3-0判定勝ち。
7月12日、『RISE 100～BLADE 0～』にて城戸康裕と再戦。手数と有効打で上回ってるにもかかわらず地元判定気味のレフェリングでローブローとホールディングで2度減点をとられて延長戦に突入し、延長でも城戸のバッティングで両者が減点されるが手数で上回り3-0の判定勝ち。
7月27日、中国の格闘技大会Kunlun Fightに初参戦し、Kunlun Fight World MAX 2014 70kgトーナメント1回戦でムスタファ・ハイダと対戦。3Rにハイダのバッティングでサワーが額から出血したにもかかわらずレフェリーがハイダから減点をとらない不可解なレフェリングがありながらも右ローキックを効かせたが延長に突入。延長戦でダウン気味のスリップを奪われ判定負け。
11月23日、オランダのフローニンゲンでのEnfusion Live 22にてアーダラー・シェイホレスラミーに4RKO勝ちでWFCA K-1世界ジュニアミドル級王座を獲得。
11月30日、S-cup 2014にて前戦から僅か1週間後ながらワンマッチで参戦し、修斗世界ウェルター級王者・弘中邦佳を圧倒して3RKO勝ち。試合後にはそのままリングサイドに残って、S-cup 65kg世界トーナメント決勝戦に出場するザカリア・ゾウガリーのセコンドに就いた。閉会式ではどうしてもマイクパフォーマンスがしたいと志願して、ファンの応援に感謝すると「今の試合（決勝戦の鈴木博昭 vs ザカリア・ゾウガリー）の判定には納得がいかない。僕はゾウガリーが勝っていたと思うので再戦のチャンスを与えてほしいし、これから彼を応援してほしい」と自身の勝利よりもゾウガリーのことについて熱く語った。
2015年1月3日、中国・南京で開催されたKunlun Fight 14 THE WORLD MAX RETURNにてミドル級世界トーナメントAブロック予選1回戦で中国のジャオ・フーカイと対戦。合計4度もローブローをくらったにもかかわらず、レフェリーはフーカイを反則負けにしないばかりか減点すらとらないという露骨な地元判定に遭いながらも最終3Rに猛攻でダウン寸前に追い込む。3R終了時の判定はドローで延長戦となるが、3Rのサワーの猛攻を浴びてフラフラになったフーカイがギブアップしたためTKO勝ち。続くAブロック予選決勝では、1回戦でマーセル・グローエンハートに無傷で3RKO勝ちしてきた現役ルンピニー・スタジアムウェルター級王者シッティチャイ・シッソーンピーノンと対戦。互角の戦いを繰り広げていたが、2R中盤にまたしてもローブローを浴びて悶絶。そして再開直後にローブローのダメージが残るボディに膝蹴りを浴びてダウンを奪われ、結局これが響いて判定負け。一日で5度もローブローの反則をくらう不運に泣かされた結果となった。
2月11日、NO KICK NO LIFE 2015にて田中秀弥の引退試合で田中と対戦し、左ハイキックで3RKO勝ち。
9月16日、REBELS.38で日菜太と再戦。当初70kg契約と発表されていたが、サワー本人は減量苦のため契約交渉の初期の時点で「72kg契約でなければ試合をしない」と最初からマネージャーに伝えていたにもかかわらず、マネージャーがそのことを有耶無耶にしたまま仲介者であるシュートボクシング協会を通して契約してしまったことで試合2週間前に契約体重を巡ってトラブルとなり、日菜太が譲歩したことで72kg契約に変更されたが主催者側はサワーのマネージャーに不満を露にした。前日計量でサワーは「ミナサンゴメンナサイ。体重の変更がありましたが、マネージャーに72kg契約で戦いたいという話がちゃんと伝わらず、相手に迷惑をかけてしまいました。今は走ることができず、風呂で体重を落としました。9月28日に中国で予定している試合は70kg契約でできるよう努力していますが、72kgよりも下の体重で試合をすることが難しくなってきています。今回は72kgでやることになってしまい申し訳ありません」と謝罪を繰り返した。走ることすらできない不調のまま臨んだ試合は2Rに左ハイキックでダウンを奪われるが、3R開始早々に飛び膝蹴りでダウンを奪い返す。しかし、レフェリーの裁定はスリップとなり、これが響いて判定負け。試合翌日の会見で日菜太は「3R目の飛び膝が5秒ぐらい意識が飛んじゃうぐらいヤバかった」と効いたことを認めた。
12月1日、シュートボクシング30周年記念大会GROUND ZERO TOKYO 2015にて弘中邦佳と再戦し、3Rには総合格闘技ルール参戦を見据えてタックルを放つなど余裕の戦いぶりで3-0の判定勝ち。試合後、「練習中にマットに擦れて足の指を怪我してしまいました。MMAに集中したため、キックボクシングの練習があまりできず、今日は十分な戦いができませんでしたが、大晦日に向けてはしっかり仕上げます」とコメントした。
12月31日、PRIDEの後継イベントであるRIZINに参戦し、RIZIN FIGHTING WORLD GRAND-PRIX 2015  IZAの舞にて総合格闘技ルールデビュー戦で長島☆自演乙☆雄一郎と対戦し、自演乙の足関節技にも巧みに対応すると最後は怒涛の猛攻で1RKO勝ち。
2016年4月3日、オランダのホーフトドルプにてWFL 3に参戦し、モハメド・カマルから3R終了間際にダウンを奪い、3-0の判定勝ちでWorld Fighting League世界王座を獲得。通算17度目の世界王座獲得となった。この試合はサワーは『キックボクシング引退試合』と銘打たれていたが、本人はインタビューで「引退ではなく『休止』だよ。今後はMMAに集中したいので当面キックボクシングは休止という意味でのラストファイトということさ。将来的なキック再開は自分にふさわしい相手が登場してきたらその時の状況で決めます」とコメントした。
2016年9月25日、RIZIN FIGHTING WORLD GRAND-PRIX 2016 無差別級トーナメント 開幕戦にて総合格闘技2戦目で元UFCファイターのダロン・クルックシャンクと対戦。序盤にテイクダウンされるとグラウンドの攻防においては終始クルックシャンクに主導権を握られ、パウンドを嫌がり背を向けたところにリアネイキッドチョークを極められタップアウト負け。
2016年12月29日RIZIN FIGHTING WORLD GRAND-PRIX 2016 無差別級トーナメント 2nd ROUNDで宮田和幸と対戦し、腕ひしぎ十字固めで一本負け。
2021年11月に現役を引退し、17年間保持していたSB世界スーパーウェルター級王座も手放すことになった。

## 人物
- 結婚式の日に花嫁を白馬に乗って迎えにいくというロマンチックな一面もある。
- シュートボクシングに対しての愛着と忠誠心は深く、ロングスパッツを履いて試合をするだけでなく、来日した際には必ずシュートボクシング・シーザージムのある浅草に宿泊している。
- 「日本は僕のもう一つの故郷」と語る親日家であり、東日本大震災の復興チャリティー活動においてもチャリティー大会の出場だけでなく、試合前には会場内の売店前にて募金箱を持って呼びかけたりしている。
- リングの外では心優しく気さくで紳士的な人物として有名であり、インタビューの際にはファンとシュートボクシングへの感謝を口にし、対戦相手に対しても敬意を欠かさない。試合の翌日であっても朝からランニングをしてジムでの練習もするなど、真面目な努力家である。また、「僕は負けることが大嫌いだ」と常々語るほどの負けず嫌いでもあり、数々の世界タイトルを獲得した現在でも「モチベーションはもっと勝ち続けて、憧れのラモン・デッカーをも超える伝説の王者になること」と語っている。
- 入場曲はShowtekの「World is Mine」。Showtekとは親交があるようで、「World is Mine」の公式PVにサワーも出演している[31]。
- 2015年に総合格闘技デビューするよりもずっと以前から、シュートボクシングルールにおける投げ技や関節技の向上のために、総合格闘技の練習を取り入れており、当初からMMAルールにも意欲的で、本気でUFC参戦を目指している。2011年にUFC世界フェザー級王者ジョゼ・アルドが打撃向上のためにオランダへと渡ってサワーに弟子入りした際には、お互いの技術交流を行った。
- エールディビジのアヤックス・アムステルダムの熱狂的なファン。
- 息子が二人いる。

## 戦績

### キックボクシング
| キックボクシング 戦績 | キックボクシング 戦績 | キックボクシング 戦績 | キックボクシング 戦績 | キックボクシング 戦績 | キックボクシング 戦績 | キックボクシング 戦績 |
| --------------------- | --------------------- | --------------------- | --------------------- | --------------------- | --------------------- | --------------------- |
| 179 試合              | (T)KO                 | 判定                  | その他                | 引き分け              | 無効試合              |                       |
| 159 勝                | 91                    |                       |                       | 1                     | 0                     |                       |
| 19 敗                 | 4                     | 12                    | 0                     | 1                     | 0                     |                       |

| 勝敗 | 対戦相手                           | 試合結果                                         | 大会名                                                                                   | 開催年月日     |
| ○    | モハメド・カマル                   | 3R終了 判定3-0                                   | World Fighting League 3 【World Fighting League世界タイトルマッチ】                      | 2016年4月3日   |
| ○    | ダミアン・セゴビア                 | 3R終了 TKO                                       | Golden Fight League                                                                      | 2016年1月23日  |
| ○    | 弘中邦佳                           | 3R終了 3-0                                       | Shootboxing 30th Anniversary GROUND ZERO TOKYO 2015                                      | 2015年12月1日  |
| ×    | 日菜太                             | 3R終了 判定0-3                                   | REBELS.38                                                                                | 2015年9月16日  |
| ×    | ジョネイ・リスコ                   | 3R終了+延長R 判定                                | Enfusion Live 27                                                                         | 2015年4月18日  |
| ○    | ドン・ウェンフェイ                 | 3R終了 判定3-0                                   | 武林風                                                                                   | 2015年4月4日   |
| ○    | 田中秀弥                           | 3R 0:11 KO（左ハイキック）                       | NO KICK NO LIFE 2015 【田中秀弥引退試合】                                                | 2015年2月11日  |
| ×    | シッティチャイ・シッソーンピーノン | 3R終了 判定0-3                                   | Kunlun Fight 14 THE WORLD MAX RETURN 2015 【Aブロック予選・決勝】                        | 2015年1月3日   |
| ○    | ジャオ・フーカイ                   | 3R終了 TKO                                       | Kunlun Fight 14 THE WORLD MAX RETURN 2015 【Aブロック予選・1回戦】                       | 2015年1月3日   |
| ○    | 弘中邦佳                           | 3R 0:32 KO                                       | S-cup 2014                                                                               | 2014年11月30日 |
| ○    | アーダラー・シェイホレスラミー     | 4R KO                                            | Enfusion Live 22 【WFCA K-1世界ジュニアミドル級タイトルマッチ】                          | 2014年11月23日 |
| ×    | ムスタファ・ハイダ                 | 3R終了+延長R 判定0-3                             | Kunlun Fight 7 World MAX 2014 【1回戦】                                                  | 2014年7月27日  |
| ○    | 城戸康裕                           | 3R終了+延長R 判定3-0                             | RISE 100～BLADE 0～                                                                      | 2014年7月12日  |
| ○    | ユーリ・ベスメルトニー             | 3R終了 判定3-0                                   | LEGEND 3: Pour Homme                                                                     | 2014年4月5日   |
| ×    | 緑川創                             | 5R終了 判定1-2                                   | Rikix: NO KICK,NO LIFE 2014                                                              | 2014年2月11日  |
| ○    | スティーブ・モクソン               | 3R終了 判定3-0                                   | Shoot Boxing Battle Summit Ground Zero Tokyo 2013                                        | 2013年11月16日 |
| ○    | 城戸康裕                           | 3R終了 判定3-0                                   | K-1 WORLD MAX 2013 World Championship Tournament Final 16, First Round 【1回戦】         | 2013年9月14日  |
| ○    | 岡澤弘太                           | 1R 1:43 KO                                       | Shoot Boxing 2013 - Act 3                                                                | 2013年6月23日  |
| ×    | ジャバル・アスケロフ               | 3R終了 判定1-2                                   | Yokkao Extreme 2013                                                                      | 2013年1月26日  |
| ×    | アルトゥール・キシェンコ           | 3R終了 判定0-3                                   | K-1 WORLD MAX 2012 FINAL 8 【準決勝】                                                    | 2012年12月15日 |
| ○    | アンディ・リスティ                 | 3R終了 判定3-0                                   | K-1 WORLD MAX 2012 FINAL 8 【準々決勝】                                                  | 2012年12月15日 |
| ○    | ヘンリー・オプスタル               | 3R終了 判定3-0                                   | SHOOT BOXING WORLD TOURNAMENT S-cup 2012 【決勝】                                        | 2012年11月17日 |
| ○    | 宍戸大樹                           | 1R 2:41 TKO ※3ノックダウン                       | SHOOT BOXING WORLD TOURNAMENT S-cup 2012 【準決勝】                                      | 2012年11月17日 |
| ○    | ケム・シッソーンピーノーン         | 3R終了 判定2-0                                   | SHOOT BOXING WORLD TOURNAMENT S-cup 2012 【1回戦】                                       | 2012年11月17日 |
| ○    | ゼベン・ディアス                   | 3R終了 判定5-0                                   | IT'S SHOWTIME 59                                                                         | 2012年7月21日  |
| ○    | クリス・ナギンビ                   | 5R終了 判定3-0                                   | IT'S SHOWTIME 57 & 58 【IT'S SHOWTIME 70kg MAX世界タイトルマッチ】                       | 2012年6月30日  |
| ○    | アブラハム・ロクエニ               | 3R終了 判定2-1                                   | K-1 RISING 2012～K-1 WORLD MAX FINAL16 2012～ 【1回戦】                                  | 2012年5月27日  |
| ○    | 鈴木悟                             | 2R 2:52 TKO ※3ノックダウン                       | SHOOT BOXING 2012～Road to S-cup～act.2                                                  | 2012年4月13日  |
| ○    | トビー・イマダ                     | 3R終了 判定3-0                                   | SHOOT THE SHOOTO 2011                                                                    | 2011年11月6日  |
| ×    | アルトゥール・キシェンコ           | 3R終了 判定0-3                                   | IT'S SHOWTIME "Fast & Furious 70kg MAX 2011"トーナメント 【準決勝】                      | 2011年9月24日  |
| ○    | ハルト・グレゴリアン               | 3R+延長R 判定3-0                                 | IT'S SHOWTIME "Fast & Furious 70kg MAX 2011"トーナメント 【1回戦】                       | 2011年9月24日  |
| ○    | 佐藤嘉洋                           | 3R終了 判定3-0                                   | SHOOT BOXING 2011 act.2                                                                  | 2011年4月23日  |
| ○    | ローシン・オズニ                   | 3R終了 判定5-0                                   | IT'S SHOWTIME                                                                            | 2011年3月6日   |
| ×    | アブラハム・ロクエニ               | 3R終了 判定                                      | El Desafio                                                                               | 2011年2月5日   |
| ○    | パジョンスック                     | 3R終了 判定                                      | IT'S SHOWTIME Athens                                                                     | 2010年12月11日 |
| ×    | トビー・イマダ                     | 3R終了 判定1-2                                   | SHOOT BOXING WORLD TOURNAMENT S-cup 2010 【準決勝】                                      | 2010年11月23日 |
| ○    | ボーウィー・ソーウドムソン         | 3R 0:47 TKO（2ノックダウン：右ストレート）       | SHOOT BOXING WORLD TOURNAMENT S-cup 2010 【1回戦】                                       | 2010年11月23日 |
| ○    | 日菜太                             | 1R 0:48 KO（スタンディングチョークスリーパー）   | SHOOT BOXING 25TH ANNIVERSARY SERIES 第4戦 維新-ISHIN- 其の四                            | 2010年9月18日  |
| ○    | ファディル・シャバリ               | 5R終了 判定3-0                                   | Beast of the East 【WFCAタイボクシング世界ジュニアミドル級タイトルマッチ                 | 2010年1月30日  |
| ×    | 魔裟斗                             | 5R終了 判定0-3                                   | Dynamite!! 〜勇気のチカラ2009〜                                                          | 2009年12月31日 |
| ×    | ジョルジオ・ペトロシアン           | 3R終了 判定0-3                                   | K-1 WORLD MAX 2009 World Championship Tournament FINAL 【決勝】                          | 2009年10月26日 |
| ○    | ブアカーオ・ポー.プラムック        | 3R+延長R終了 判定2-1                             | K-1 WORLD MAX 2009 World Championship Tournament FINAL 【準決勝】                        | 2009年10月26日 |
| ○    | アルトゥール・キシェンコ           | 延長R終了 判定3-0                                | K-1 WORLD MAX 2009 World Championship Tournament FINAL8 【準々決勝】                     | 2009年7月13日  |
| ○    | シャヒッド                         | 3R終了 判定3-0                                   | IT'S SHOWTIME                                                                            | 2009年5月16日  |
| ○    | リーロイ・ケスナー                 | 3R終了 判定3-0                                   | K-1 WORLD MAX 2009 World Championship Tournament FINAL16 【1回戦】                       | 2009年4月21日  |
| ×    | ジョルジオ・ペトロシアン           | 3R+延長1R終了 判定0-3                            | Oktagon presents: It's Showtime 2009                                                     | 2009年3月14日  |
| ○    | 緒形健一                           | 2R 2:11 TKO（3ノックダウン：左ハイキック）       | SHOOT BOXING WORLD TOURNAMENT S-cup 2008 【決勝】                                        | 2008年11月24日 |
| ○    | 宍戸大樹                           | 3R終了 判定3-0                                   | SHOOT BOXING WORLD TOURNAMENT S-cup 2008 【準決勝】                                      | 2008年11月24日 |
| ○    | エドウィン・キバス                 | 1R 2:44 TKO（2ノックダウン：左ボディフック）     | SHOOT BOXING WORLD TOURNAMENT S-cup 2008 【1回戦】                                       | 2008年11月24日 |
| ×    | アルトゥール・キシェンコ           | 延長R終了 判定0-3                                | K-1 WORLD MAX 2008 World Championship Tournament FINAL 【準決勝】                        | 2008年10月1日  |
| ○    | ウォーレン・スティーブルマンズ     | 3R終了 判定3-0                                   | K-1 WORLD MAX 2008 World Championship Tournament FINAL8 【準々決勝】                     | 2008年7月7日   |
| ○    | マイク・ザンビディス               | 延長R 2:05 KO（左ハイキック）                    | K-1 WORLD MAX 2008 World Championship Tournament FINAL16 【1回戦】                       | 2008年4月9日   |
| ○    | ヨードセングライ・フェアテックス   | 延長R終了 判定3-0                                | SLAMM Netherland vs Thailand IV                                                          | 2008年3月2日   |
| ○    | ニキー・ホルツケン                 | 3R終了 判定3-0                                   | TEAM SOUWER & FIGHTCLUB DEN BOSCH PRESENT "SHOOT BOXING"                                 | 2007年11月24日 |
| ○    | アンディ・オロゴン                 | 3R終了 判定3-0                                   | SHOOT BOXING BATTLE SUMMIT GROUND ZERO TOKYO 2007                                        | 2007年10月28日 |
| ○    | 魔裟斗                             | 2R終了時 TKO（タオル投入）                       | K-1 WORLD MAX 2007 〜世界一決定トーナメント決勝戦〜 【決勝】                             | 2007年10月3日  |
| ○    | アルバート・クラウス               | 3R終了 判定2-0                                   | K-1 WORLD MAX 2007 〜世界一決定トーナメント決勝戦〜 【準決勝】                           | 2007年10月3日  |
| ○    | ドラゴ                             | 2R 1:43 KO（右フック）                           | K-1 WORLD MAX 2007 〜世界一決定トーナメント決勝戦〜 【準々決勝】                         | 2007年10月3日  |
| ○    | オーレ・ローセン                   | 1R 2:07 KO（右フック）                           | K-1 WORLD MAX 2007 〜世界一決定トーナメント開幕戦〜 【1回戦】                            | 2007年6月28日  |
| ○    | 魏守雷（ウェイ・シュウレイ）       | 3R終了 判定3-0                                   | SHOOT BOXING 2007 無双〜MU-SO〜 其の弐                                                   | 2007年5月25日  |
| ○    | ユーリ・メス                       | 3R終了 判定                                      | SLAMM Netherland vs Thailand III                                                         | 2007年5月6日   |
| ○    | 佐藤嘉洋                           | 3R終了 判定3-0                                   | K-1 WORLD MAX 2007 〜世界最終選抜〜                                                      | 2007年4月4日   |
| ×    | 緒形健一                           | 3R終了 判定0-3                                   | SHOOT BOXING WORLD TOURNAMENT S-cup 2006 【決勝】                                        | 2006年11月3日  |
| ○    | ダニエル・ドーソン                 | 3R終了 判定3-0                                   | SHOOT BOXING WORLD TOURNAMENT S-cup 2006 【準決勝】                                      | 2006年11月3日  |
| ○    | マルフィオ・カノレッティ           | 3R終了 判定3-0                                   | SHOOT BOXING WORLD TOURNAMENT S-cup 2006 【1回戦】                                       | 2006年11月3日  |
| ○    | 小比類巻貴之                       | 3R終了 判定3-0                                   | K-1 WORLD MAX 2006 〜世界王者対抗戦〜                                                    | 2006年9月4日   |
| ×    | ブアカーオ・ポー.プラムック        | 2R 2:13 KO（右ストレート）                       | K-1 WORLD MAX 2006 〜世界一決定トーナメント決勝戦〜 【決勝】                             | 2006年6月30日  |
| ○    | 魔裟斗                             | 3R終了 判定3-0                                   | K-1 WORLD MAX 2006 〜世界一決定トーナメント決勝戦〜 【準決勝】                           | 2006年6月30日  |
| ○    | ヴァージル・カラコダ               | 3R 2:23 KO（2ノックダウン：パンチ連打）          | K-1 WORLD MAX 2006 〜世界一決定トーナメント決勝戦〜 【準々決勝】                         | 2006年6月30日  |
| ○    | 大野崇                             | 3R 2:10 TKO（3ノックダウン：右ローキック）       | SHOOT BOXING 2006 NEO ΟΡΘΡΟΖ Series 3rd                                                  | 2006年5月26日  |
| ○    | SHINOBU・ツグト・アマラ            | 延長R終了 判定3-0                                | K-1 WORLD MAX 2006 〜世界一決定トーナメント開幕戦〜 【1回戦】                            | 2006年4月5日   |
| ○    | キム・パンス                       | 3R終了 判定3-0                                   | K-1 FIGHTING NETWORK KHAN 2006 in BUSAN                                                  | 2006年2月25日  |
| ○    | ジャダンバ・ナラントンガラグ       | 3R終了 判定3-0                                   | SHOOT BOXING 20th Anniversary Series 5th                                                 | 2005年11月25日 |
| ○    | 武田幸三                           | 2R 0:31 KO（左フック）                           | K-1 WORLD MAX 2005 〜世界王者対抗戦〜                                                    | 2005年10月12日 |
| ○    | ブアカーオ・ポー.プラムック        | 延長2R終了 判定2-1                               | K-1 WORLD MAX 2005 〜世界一決定トーナメント決勝戦〜 【決勝】                             | 2005年7月20日  |
| ○    | 安廣一哉                           | 1R 2:24 TKO（ドクターストップ：右眉尻カット）    | K-1 WORLD MAX 2005 〜世界一決定トーナメント決勝戦〜 【準決勝】                           | 2005年7月20日  |
| ○    | 小比類巻貴之                       | 3R終了 判定2-0                                   | K-1 WORLD MAX 2005 〜世界一決定トーナメント決勝戦〜 【準々決勝】                         | 2005年7月20日  |
| ○    | マルフィオ・カノレッティ           | 3R終了 判定3-0                                   | K-1 WORLD MAX 2005 〜世界一決定トーナメント開幕戦〜 【1回戦】                            | 2005年5月4日   |
| △    | アルビアール・リマ                 | 5R終了 判定ドロー                                | East Side 4                                                                              | 2005年3月26日  |
| ○    | クンタップ・ウィラサクレック       | 5R 2:12 KO（パンチ連打）                         | SHOOT BOXING 2004 ∞-S 〜Infinity-S〜 vol.5                                               | 2004年11月5日  |
| ○    | 宍戸大樹                           | 2R 0:50 TKO（3ノックダウン：右ストレート）       | SHOOT BOXING WORLD TOURNAMENT S-cup 2004 【決勝】                                        | 2004年9月19日  |
| ○    | チャンプアック・チョーセパサート   | 3R終了 判定3-0                                   | SHOOT BOXING WORLD TOURNAMENT S-cup 2004 【準決勝】                                      | 2004年9月19日  |
| ○    | オーレ・ローセン                   | 1R 2:37 TKO（2ノックダウン：右ストレート）       | SHOOT BOXING WORLD TOURNAMENT S-cup 2004 【1回戦】                                       | 2004年9月19日  |
| ○    | 土井広之                           | 4R 1:11 TKO（タオル投入）                        | SHOOT BOXING 2004 "∞-S 〜infinity-S〜 vol.1 【SB世界スーパーウェルター級初代王者決定戦】 | 2004年2月1日   |
| ○    | 村浜武洋                           | 3R終了 判定2-0                                   | K-1 WORLD MAX 2003 〜世界王者対抗戦〜                                                    | 2003年11月18日 |
| ○    | カーロス・コンディット             | 5R 2:43 KO（3ノックダウン：ローキック）          | SHOOT BOXING "S" of the World Vol.5                                                      | 2003年9月23日  |
| ×    | アルバート・クラウス               | 1R終了時 TKO（ドクターストップ：左まぶたカット） | K-1 WORLD MAX 2003 〜世界一決定トーナメント〜 【1回戦】                                  | 2003年7月5日   |
| ○    | シェイン・チャップマン             | 延長1R 1:01 反則（ローブロー）                   | SHOOT BOXING "S" of the World Vol.2                                                      | 2003年4月13日  |
| ○    | 緒形健一                           | 5R終了 判定3-0                                   | SHOOT BOXING The age of "S" Vol.5                                                        | 2002年11月4日  |
| ○    | 後藤龍治                           | 5R終了 判定2-0                                   | SHOOT BOXING The age of "S" Vol.4                                                        | 2002年9月22日  |
| ○    | 鄭裕蒿（ジョン・イーゴ）           | 延長R終了 判定2-0                                | SHOOT BOXING WORLD TOURNAMENT S-cup 2002 【決勝】                                        | 2002年7月7日   |
| ○    | 土井広之                           | 1R 1:59 KO（ボディパンチ）                       | SHOOT BOXING WORLD TOURNAMENT S-cup 2002 【準決勝】                                      | 2002年7月7日   |
| ○    | マヌエル・フォンセカ               | 2R 2:58 KO（2ノックダウン：ボディパンチ）        | SHOOT BOXING WORLD TOURNAMENT S-cup 2002 【1回戦】                                       | 2002年7月7日   |
| ×    | ナジム・エトゥハリ                 | 4R終了時 TKO（ドクターストップ）                 | Muay Thai Champions League VII                                                           | 2002年6月8日   |
| ○    | ナジム・エトゥハリ                 | 5R終了 判定                                      | WPKL Gala in Hogendorphal                                                                | 2002年2月17日  |
| ○    | アブデル・ビュリ                   | 1R KO                                            | Gala in Breidushal                                                                       | 2001年11月3日  |
| ○    | オズカン・コーズ                   | 7R KO                                            | Battle of Arnhem III                                                                     | 2001年9月23日  |
| ○    | クリス・ファン ・ベンローイ        | 不明                                             | WKPL Gala                                                                                | 2001年3月24日  |
| ○    | ラフィ・ゾウヒアー                 | 5R終了 判定                                      | Thaiboxing from Rabat                                                                    | 2001年1月27日  |
| ×    | ステファン・ウェセリック           | 1R KO                                            | Night of Revenge                                                                         | 2000年6月4日   |
| ○    | クリス・ファン ・ベンローイ        | 5R終了 判定                                      | Matter of Honor                                                                          | 2000年2月7日   |

### プロボクシング
| プロボクシング 戦績 | プロボクシング 戦績 | プロボクシング 戦績 | プロボクシング 戦績 | プロボクシング 戦績 | プロボクシング 戦績 | プロボクシング 戦績 |
| ------------------- | ------------------- | ------------------- | ------------------- | ------------------- | ------------------- | ------------------- |
| 1 試合              | (T)KO               | 判定                | その他              | 引き分け            | 無効試合            |                     |
| 1 勝                | 1                   | 0                   | 0                   | 0                   | 0                   |                     |
| 0 敗                | 0                   | 0                   | 0                   | 0                   | 0                   |                     |

| 戦 | 日付          | 勝敗 | 時間   | 内容 | 対戦相手                 | 国籍       | 備考           |
| -- | ------------- | ---- | ------ | ---- | ------------------------ | ---------- | -------------- |
| 1  | 2014年3月17日 | 勝利 | 4R終了 | TKO  | パータ・ファドゥアシビリ | ジョージア | プロデビュー戦 |

### 総合格闘技
| 総合格闘技 戦績 | 総合格闘技 戦績 | 総合格闘技 戦績 | 総合格闘技 戦績 | 総合格闘技 戦績 | 総合格闘技 戦績 | 総合格闘技 戦績 |
| --------------- | --------------- | --------------- | --------------- | --------------- | --------------- | --------------- |
| 5 試合          | (T)KO           | 一本            | 判定            | その他          | 引き分け        | 無効試合        |
| 2 勝            | 1               | 1               | 0               | 0               | 0               | 0               |
| 3 敗            | 0               | 2               | 1               | 0               | 0               | 0               |

| 勝敗 | 対戦相手                 | 試合結果                         | 大会名                                                              | 開催年月日     |
| ×    | 西浦"ウィッキー"聡生     | 2R（10分/5分）終了 判定0-3       | RIZIN FIGHTING WORLD GRAND-PRIX 2017 1st ROUND -秋の陣-             | 2017年10月15日 |
| ○    | マサロ・グランダー       | 3R 腕ひしぎ十字固め              | World Fighting League MMA                                           | 2017年5月27日  |
| ×    | 宮田和幸                 | 1R 4:39 腕ひしぎ十字固め         | RIZIN FIGHTING WORLD GRAND-PRIX 2016 無差別級トーナメント 2nd ROUND | 2016年12月29日 |
| ×    | ダロン・クルックシャンク | 1R 4:10 リアネイキドチョーク     | RIZIN FIGHTING WORLD GRAND-PRIX 2016 無差別級トーナメント 開幕戦    | 2016年9月25日  |
| ○    | 長島☆自演乙☆雄一郎       | 1R 5:29 KO（スタンドパンチ連打） | RIZIN FIGHTING WORLD GRAND-PRIX 2015 さいたま3DAYS                  | 2015年12月31日 |

## 獲得タイトル
- キックボクシング
  - WKAキックボクシング世界スーパーウェルター級王座
  - ISKA世界スーパーウェルター級王座
  - WMTA世界スーパーウェルター級王座
  - WPKA世界スーパーウェルター級王座
  - FIMC世界スーパーウェルター級王座
  - ARDDD世界スーパーウェルター級王座
  - WFCAタイボクシング世界ジュニアミドル級王座
  - WFCA K-1世界ジュニアミドル級王座
  - 第3代IT'S SHOWTIME 70kg MAX世界王座
  - World Fighting League世界王座
- K-1
  - K-1 WORLD MAX 2005 世界一決定トーナメント 優勝
  - K-1 WORLD MAX 2006 世界一決定トーナメント 準優勝
  - K-1 WORLD MAX 2007 世界一決定トーナメント 優勝
  - K-1 WORLD MAX 2009 世界一決定トーナメント 準優勝
- シュートボクシング
  - S-cup 2002 優勝
  - S-cup 2004 優勝
  - S-cup 2006 準優勝
  - S-cup 2008 優勝
  - S-cup 2012 優勝
  - 初代SB世界スーパーウェルター級王座

### 戦績
- RIZIN 選手データ
- シュートボクシング 選手データ
- K-1 選手データ - ウェイバックマシン（2009年4月24日アーカイブ分）
- アンディ・サワーの戦績 - BoxRec（英語）
- アンディ・サワーの戦績 - SHERDOG（英語）